# Palacio de Justicia (Roma)

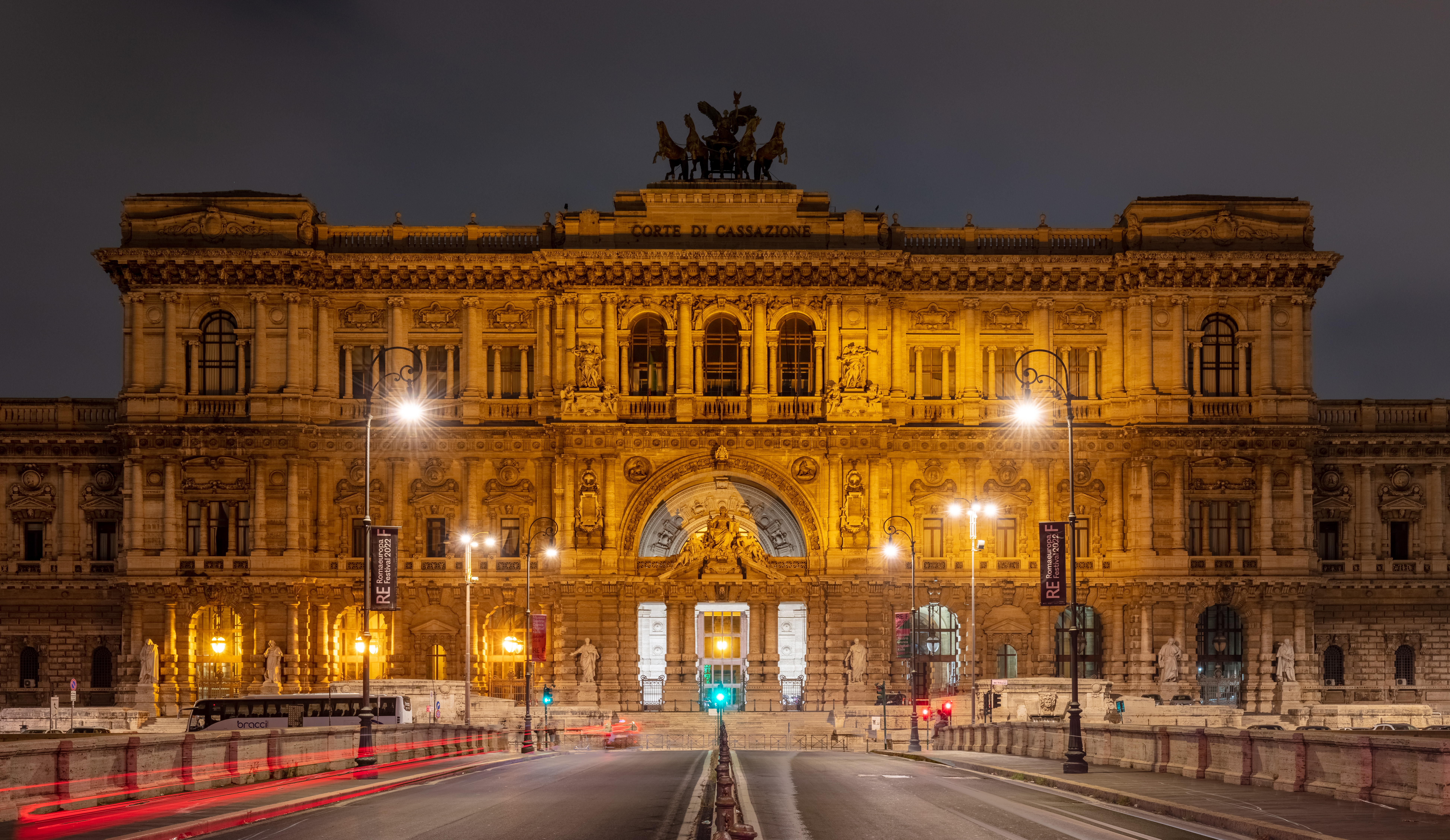
Vista nocturna.

El Palacio de Justicia de Roma (en italiano: Palazzo di Giustizia), sede de la Corte Suprema de Casación, el Consejo del Colegio de Abogados de Roma y la Biblioteca Jurídica Central, está situado en el rione Prati, Municipio XVII. Limita con la Piazza dei Tribunali (frontal), Via Triboniano, Piazza Cavour (por detrás), y Via Ulpiano. Es apodado Il Palazzaccio por los romanos.

## Historia

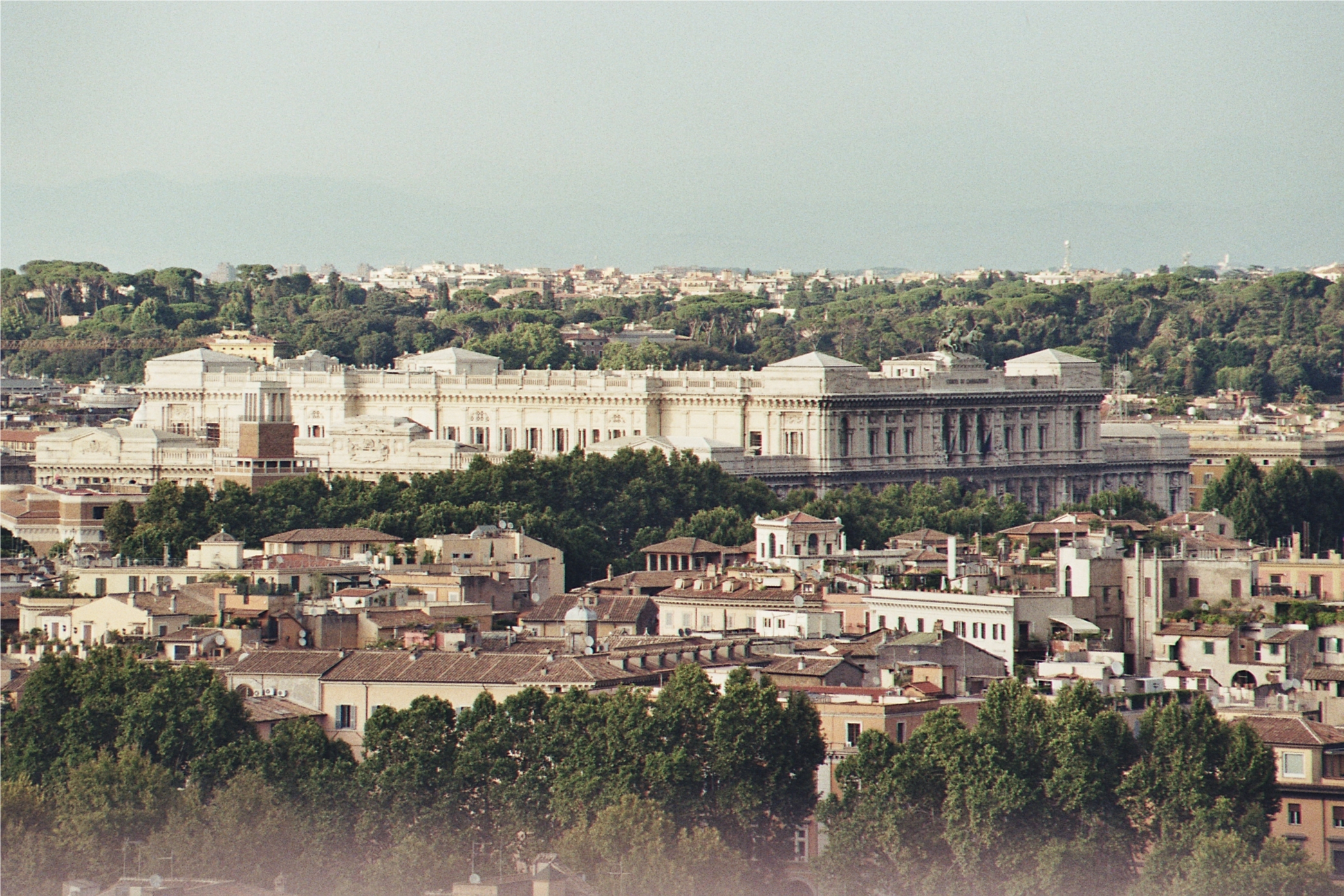
El imponente Palacio de Justicia desde el Gianicolo.

Construido entre los años 1889 y 1911 por el arquitecto perusino Guglielmo Calderini, es una de las mayores obras realizadas tras la proclamación de Roma como capital del Reino de Italia. La puesta de la primera piedra se realizó de forma solemne la tarde del 14 de marzo de 1889 (en honor al rey, que cumplía años ese día) con la presencia de los reyes Umberto y Margarita, el ministro de justicia, Giuseppe Zanardelli (que quería el edificio para unificar en una sede prestigiosa todos los órganos jurídicos de la capital, en el barrio Prati que estaba entonces creciendo) y el alcalde Alessandro Guiccioli.
La naturaleza aluvional del terreno sobre el que se asienta el edificio hizo necesarias importantes obras para la construcción de una gran losa de hormigón que soportara la cimentación.
Durante las obras de excavación para los cimientos salieron a la luz varios restos arqueológicos, entre ellos algunos sarcófagos. En uno de estos se encontró, al lado de un esqueleto de una joven mujer, Crepereia Tryphaena, una valiosa muñeca de marfil articulada, que se trasladó al anticuario municipal. En la actualidad se conserva en los Musei Capitolini de Roma.
El palacio se inauguró el 12 de enero de 1911, veintidós años después del inicio de las obras, con la presencia del rey Víctor Manuel III.
A pesar de la robusta losa de cimentación, surgieron problemas de inestabilidad incluso después de su finalización, hasta que los desprendimientos y los hundimientos exigieron difíciles obras de restauración que comenzaron en 1970.
Sus colosales dimensiones, su excesiva decoración, su uso y su laboriosa construcción hicieron que surgieran sospechas de corrupción sobre él (que llevaron en 1912 a una investigación parlamentaria) y fueron el origen del sobrenombre popular Palazzaccio que todavía lo acompaña.
El proyecto original que ganó el concurso preveía una tercera planta entera, bajo un volumen final de coronación más pequeño, pero la escasa resistencia del terreno que se manifestó en la construcción convenció a Calderini a renunciar a ella y aceptar a regañadientes un cambio radical de las proporciones del edificio. Calderini se sintió un fracasado. Tras la inauguración llovieron fuertes críticas técnicas y sobre todo estéticas sobre la obra y sobre su arquitecto, entre las cuales se hizo famosa la de Lionello Venturi: " El Palacio de Justicia de Calderini es una masa de travertino presa del tétanos". Deprimido por el resultado, la investigación y las murmuraciones, Calderini no pudo aguantarlo y se suicidó.
Cuando, a finales de los años 1960, las grietas y los derrumbes aumentaron hasta impedir su uso (salvo por la parte donde tiene en la actualidad sede la Corte de Casación), se instituyó una comisión de especialistas para decidir el destino del monumento. La mayor parte de ellos se pronunciaron a favor de la demolición del edificio y la creación de un gran jardín como ampliación de la Piazza Cavour hasta el Tíber. La otra tesis defendía la conservación, aunque no fuera funcional a causa de los costes de restauración, ya que el edificio constituía el testimonio histórico de una época. Los grandes costes de la demolición hicieron prevalecer esta segunda opinión. Así, el edificio, evacuado hace tiempo, se sometió en 1970 a una serie de obras, suficientes para hacerlo "seguro".

## Descripción
El edificio, construido por la empresa Cottrau-Ricciardi, se inspira en la arquitectura tardorenacentista y barroca según el gusto del estilo umbertino entonces en boga, tiene grandes dimensiones (170 x 155 m) y está revestido completamente con travertino. Está coronado, en el lado hacia el Tíber, con una gran cuadriga de bronce, colocada en 1926, obra del escultor palermitano Ettore Ximenes. A los lados de la entrada se colocaron estatuas de seis jurisconsultos, realizadas por el escultor Emilio Gallori: de pie están Cicerón, Papiniano, Giovanni Battista De Luca y Giambattista Vico mientras Lucio Licinio Crasso y Salvio Giuliano están sentados. La parte superior de la fachada posterior, hacia Piazza Cavour, está decorada con un escudo de bronce de la Casa de Saboya. El interior de la Sala de la Corte de Casación, conocida también como Aula Magna o, como la llamaba Calderini en sus planos, Aula Massima, está decorado con varios frescos entre los cuales unos dedicados al ciclo sobre La escuela de derecho de Roma, iniciado por el sienés Cesare Maccari, interrumpido en 1909 por la parálisis repentina del autor y continuado, hasta 1918, por su alumno Paride Pascucci.

## Imágenes del interior

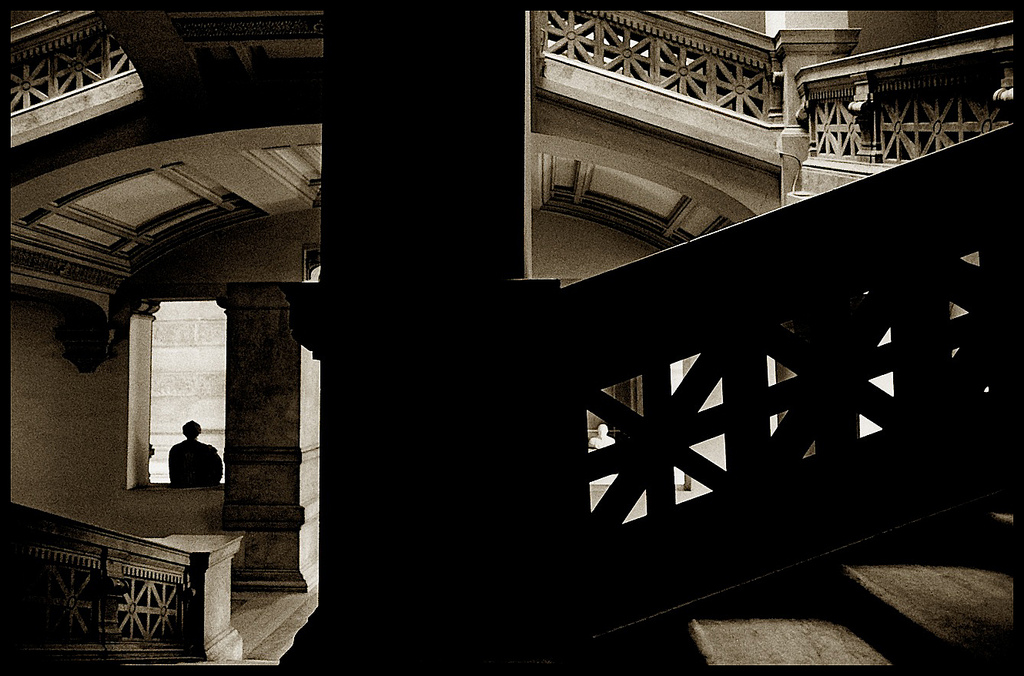
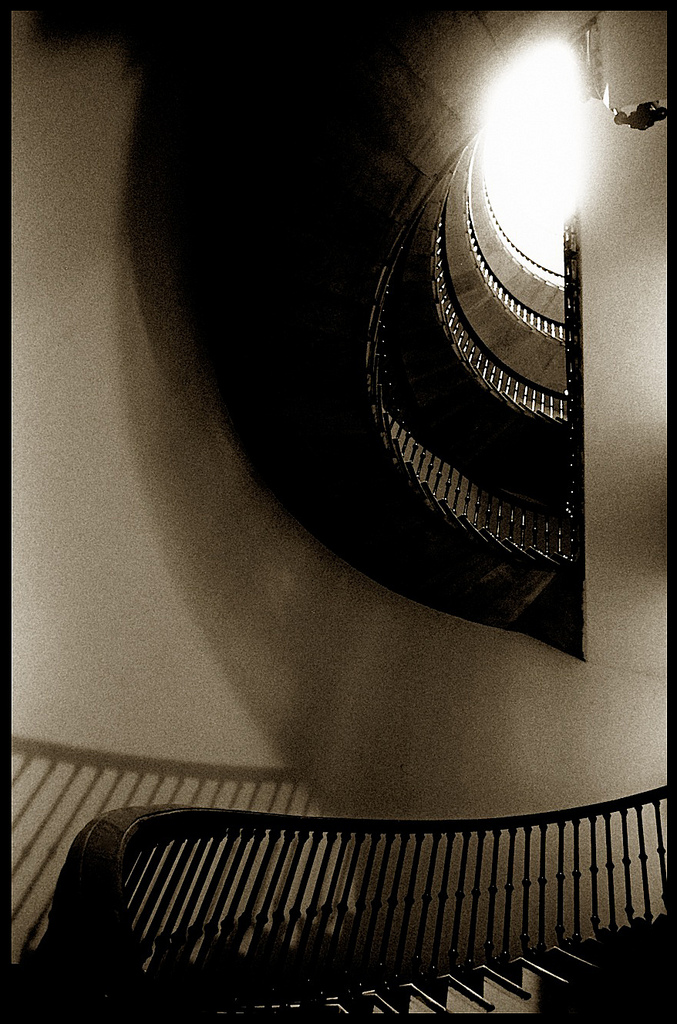
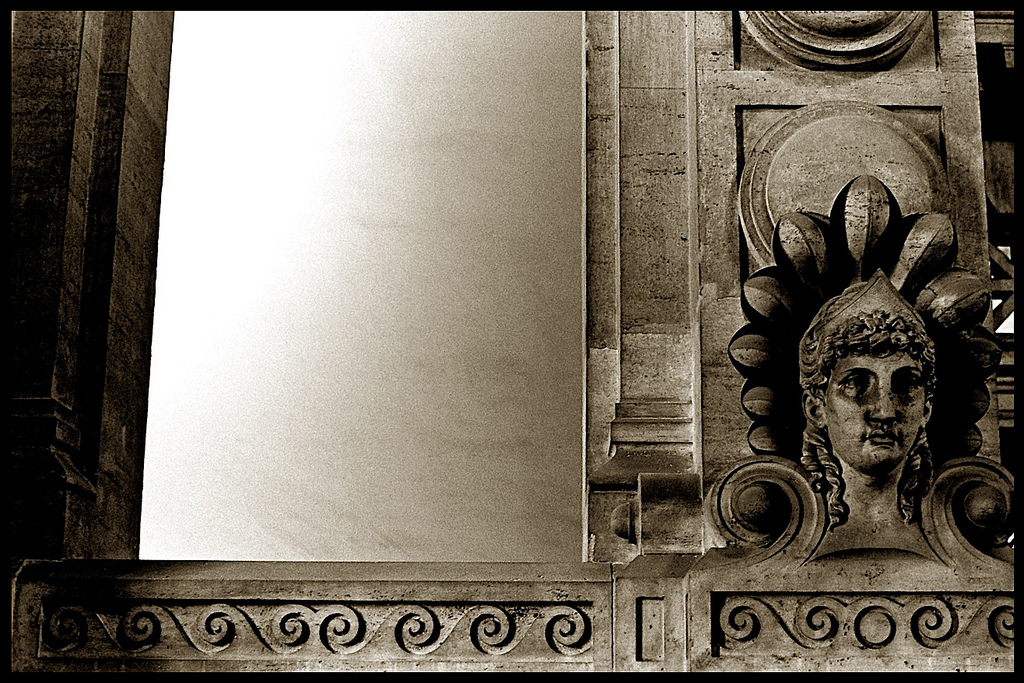
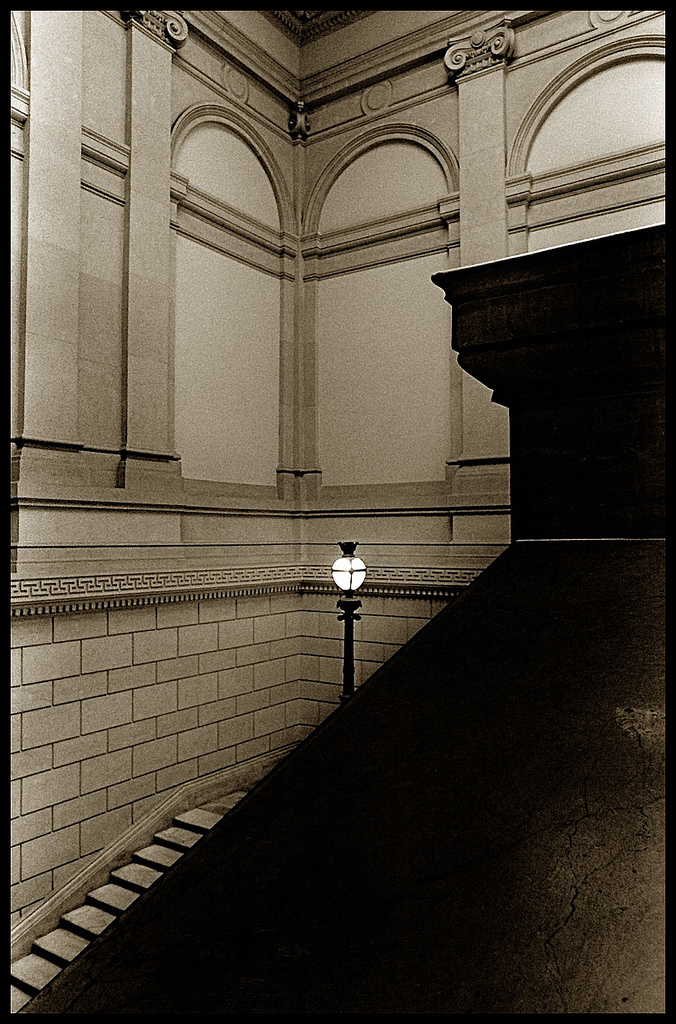
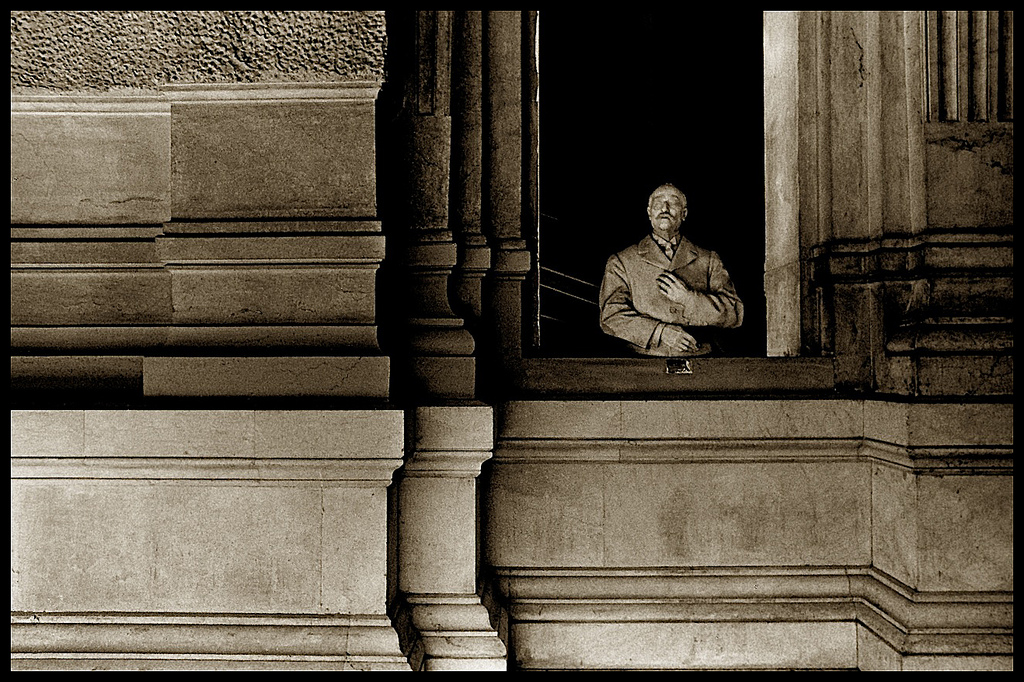